# Roberto Car
Roberto Car (* 3. Januar 1947 in Triest) ist ein italienischer Physiker, der sich mit Simulation molekularer dynamischer Phänomene beschäftigt.
Car studierte Physik und  promovierte 1971 in Kerntechnik an der Technischen Hochschule in Mailand. Er war 1973/74 als Postdoc an der Universität Mailand, 1977 bis 1981 Assistent an der ETH Lausanne, 1981 bis 1983 am Thomas J. Watson Research Center von IBM, 1984 bis 1990 Associate Professor für Physik an der International School of Advanced Studies (SISSA) in Triest (1990/91 mit voller Professur) und 1991 bis 1999 Professor für Physik an der Universität Genf (und Direktor der IRRMA der ETH Lausanne), bevor er 1999 an die Princeton University ging, wo er Ralph W. Dornte-Professor für Chemie ist und gleichzeitig am Institut für Materialwissenschaften der Universität.
2009 erhielt er mit Michele Parrinello die Dirac-Medaille (ICTP) für ihre Entwicklung einer ab-initio-Simulationsmethode, die die quantenmechanische Dichtefunktionaltheorie für Berechnungen der Elektronenstruktur mit Methoden der molekularen Dynamik zur Simulation der klassischen (Newtonschen) Atombewegungen kombiniert. Sie nennen ihr Verfahren Ab initio molecular dynamics, es ist auch als Car-Parrinello-Methode bekannt. Das Verfahren wurde von beiden 1985 entwickelt, als beide in Triest waren, und fand vielfältige Anwendungen in der Festkörperphysik, der Biochemie, der Chemischen Physik, den Materialwissenschaften.
Er erhielt 1990 mit Parrinello den Hewlett-Packard-Preis der European Physical Society, 1995 Aneesur-Rahman-Preis der American Physical Society, deren Fellow er ist, und 2009 mit Parrinello den Sidney Fernbach Award der IEEE. 2008 erhielt er den Humboldt-Forschungspreis. 2016 erhielt Car den American Chemical Society Award in Theoretical Chemistry und er wurde in die National Academy of Sciences gewählt. Für 2020 wurde ihm die Benjamin Franklin Medal des Franklin Institute zugesprochen.